# 横浜市立日吉南小学校
横浜市立日吉南小学校（よこはましりつ ひよしみなみしょうがっこう）は、神奈川県横浜市港北区にある公立の小学校。略称は「ひよみな」。

## 概要
日吉本町の住宅街に位置する横浜市立小学校で、1967年（昭和42年）に横浜市立下田小学校より独立した。
当校の北西に横浜市立日吉台中学校および南日吉団地（現在のコンフォール南日吉）が立地している。
2020年、日吉南小学校の学区に隣接する形で、横浜市立箕輪小学校が開校した。

## 歴史

### 沿革
- 1966年（昭和41年）9月 - 横浜市立下田小学校日吉分校として発足
- 1967年（昭和42年）4月 - 横浜市立日吉南小学校として独立・開校、PTA結成
- 1968年（昭和43年）
  - 3月 - 校章制定
  - 4月 - 第2期校舎増築、給食場新築工事竣工
- 1969年（昭和44年）3月 - 第1回卒業式挙行
- 1970年（昭和45年）5月 - 第3期校舎増築工事竣工
- 1971年（昭和46年）
  - 5月 - 講堂体育館校時竣工
  - 7月 - プール完成
- 1972年（昭和47年）2月 - 校歌制定
- 1978年（昭和53年）4月 - 本校より横浜市立北綱島小学校が独立し304名の児童が本校から移籍
- 1984年（昭和59年）12月 - 現給食室新設工事竣工
- 1987年（昭和62年）8月 - 校舎内外壁改修及び窓枠改修工事竣工
- 1988年（昭和63年）
  - 8月 - 校舎内装工事及び窓枠改修工事竣工
  - 11月 - 創立20周年記念式典・祝賀会挙行
- 1990年（平成2年）6月 - プール改修工事竣工
- 1992年（平成4年）5月 - 視聴覚室新設
- 1996年（平成8年）
  - 6月 - はまっ子ふれあいスクール開校
  - 11月 - 防災備蓄庫完成
- 1997年（平成9年）10月 - 創立30周年記念式典・祝賀会挙行
- 1998年（平成10年）8月 - 校庭全面整備
- 1999年（平成11年）12月 - 北側フェンス改修工事
- 2000年（平成12年）2月 - 非常放送設備取り替え工事
- 2001年（平成13年）
  - 7月 - 給食棟外壁モルタル剥離防止工事完了
  - 8月 - 教室棟出窓流し改修工事・外足洗い場新築工事完了
  - 9月 - 給食調理室修理終了
- 2002年（平成14年）
  - 2月 - 教室棟屋上防水工事完了
  - 11月 - プール入り口スロープ手摺り設置
- 2003年（平成15年）
  - 1月 - 火災報知器設置改修工事完了
  - 2月 - 給食室ホールトップライト改修工事終了
  - 3月 - 東門改修工事完了
- 2004年（平成16年）
  - 8月 - 校舎外壁塗装改修 屋上貯水槽交換工事
  - 10月 - 排水管改修工事
- 2006年（平成18年）
  - 7月 - 体育館・音楽室改修工事
  - 9月 - 音楽室改修工事完了
- 2007年（平成19年）
  - 2月 - 体育館改修工事完了
  - 5月 - 40周年開校記念式挙行
  - 9月 - 航空写真撮影
  - 12月 - 40周年誕生会
- 2008年（平成20年）8月 - 給食室配膳カウンター・本館水道直結工事
- 2014年（平成26年）3月 - 増築校舎完成
- 2017年（平成29年）
  - 5月 - 50周年開校記念式挙行
  - 11月 - 50周年記念式典・祝賀会挙行

出典

## 学校教育目標
ともに輝け　笑顔いっぱい　ふれあいいっぱい　ひよみなっ子
- 進んで学習し、粘り強く解決する子を育てます。（知）
- 自分も友達も大切にする子を育てます。（徳）
- 運動に親しみ、健やかな心と体をつくる子を育てます。（体）
- 進んであいさつをし、地域と関わろうとする子を育てます。（公）
- 互いのよさを認め合い、新たな未来を創造しようとする子を育てます。（開）

出典

## 校歌・校章

### 校歌
- 作詞：宮中雲子、作曲：服部正

### 校章
出典

## 通学区域
- 綱島西6丁目（7番・8番・18番～21番）、綱島東4丁目（1番・2番）、日吉本町3丁目（20番～25番・28番～32番・34番～39番）、日吉本町4丁目（1番～14番）、箕輪町2丁目（3番・4番）、箕輪町3丁目（14番～16番・18番～27番）[4]

## 交通
- 東急バス「日40」系統で、「日吉南小学校前」バス停下車。
  - 東急電鉄東横線日吉駅・横浜市営地下鉄グリーンライン高田駅から、上述の東急バス「日40」系統に乗車し、「日吉南小学校前」バス停下車。
- 東急電鉄東横線綱島駅（西口）から、徒歩約1.3km・約20分。